# Ilstorps distrikt
Ilstorps distrikt är ett distrikt i Sjöbo kommun och Skåne län. 
Distriktet ligger sydväst om Sjöbo.

## Tidigare administrativ tillhörighet
Distriktet inrättades 2016 och utgörs av en del av området Sjöbo köping omfattade till 1971, delen som före 1952 utgjorde Ilstorps socken.
Området motsvarar den omfattning Ilstorps församling hade 1999/2000.